# Pulverberg (Rheinland-Pfalz)

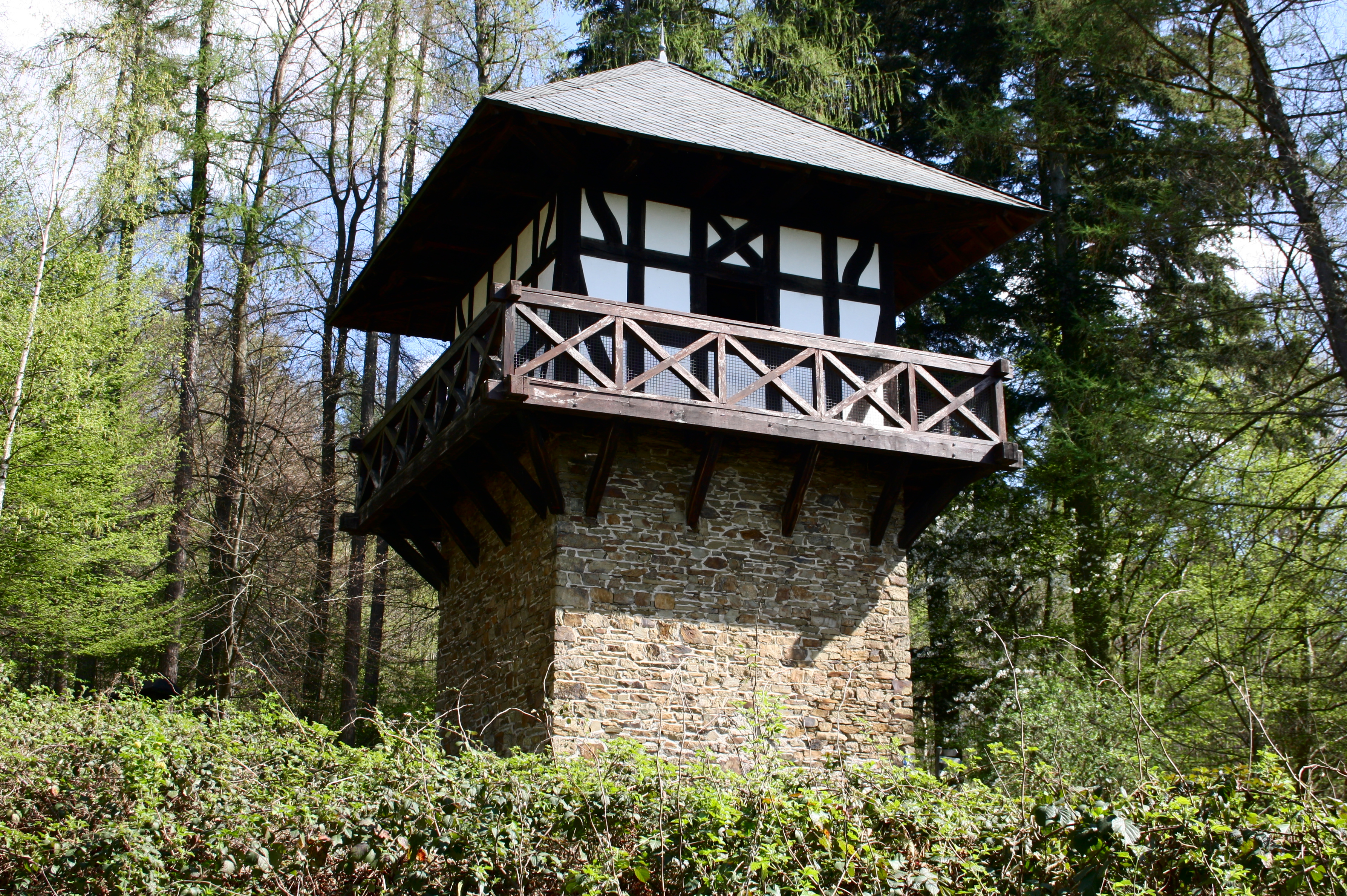
Rekonstruierter Limeswachturm WP 1/54

Der Pulverberg ist eine Erhebung östlich von Sayn, einem Stadtteil von Bendorf im Landkreis Mayen-Koblenz in Rheinland-Pfalz.

## Beschreibung
Aus dem Tal des Brexbach führt der Saynsteig in Serpentinen auf den Gipfel. Durch die Gemarkung Bendorf und Sayn verlief vor ca. 1900 Jahren der Obergermanisch-Raetische Limes. Am Römerturm entlang verläuft der Fernwanderweg Rheinsteig. Im Jahr 1912 hat der Verschönerungsverein Sayn den sogenannten Römerturm auf dem Berg erbaut. Der Archäologe und Professor Georg Loeschke aus Bonn hat 1911/1912 auf dem Pulverberg in Sayn Ausgrabungen am römischen Grenzwall Limes durchgeführt. Nach den Arbeiten errichtete der Verein auf Anregung Loeschkes einen Aussichtsturm. Es handelt sich hierbei um die Rekonstruktion eines römischen Wachtturms am Obergermanisch-Rätischen Limes.